# Tiptree
Tiptree är en ort och en civil parish i Colchester distrikt i Essex i England. Orten har 8 305 invånare. Den har en kyrka.